# 文化放送グループ

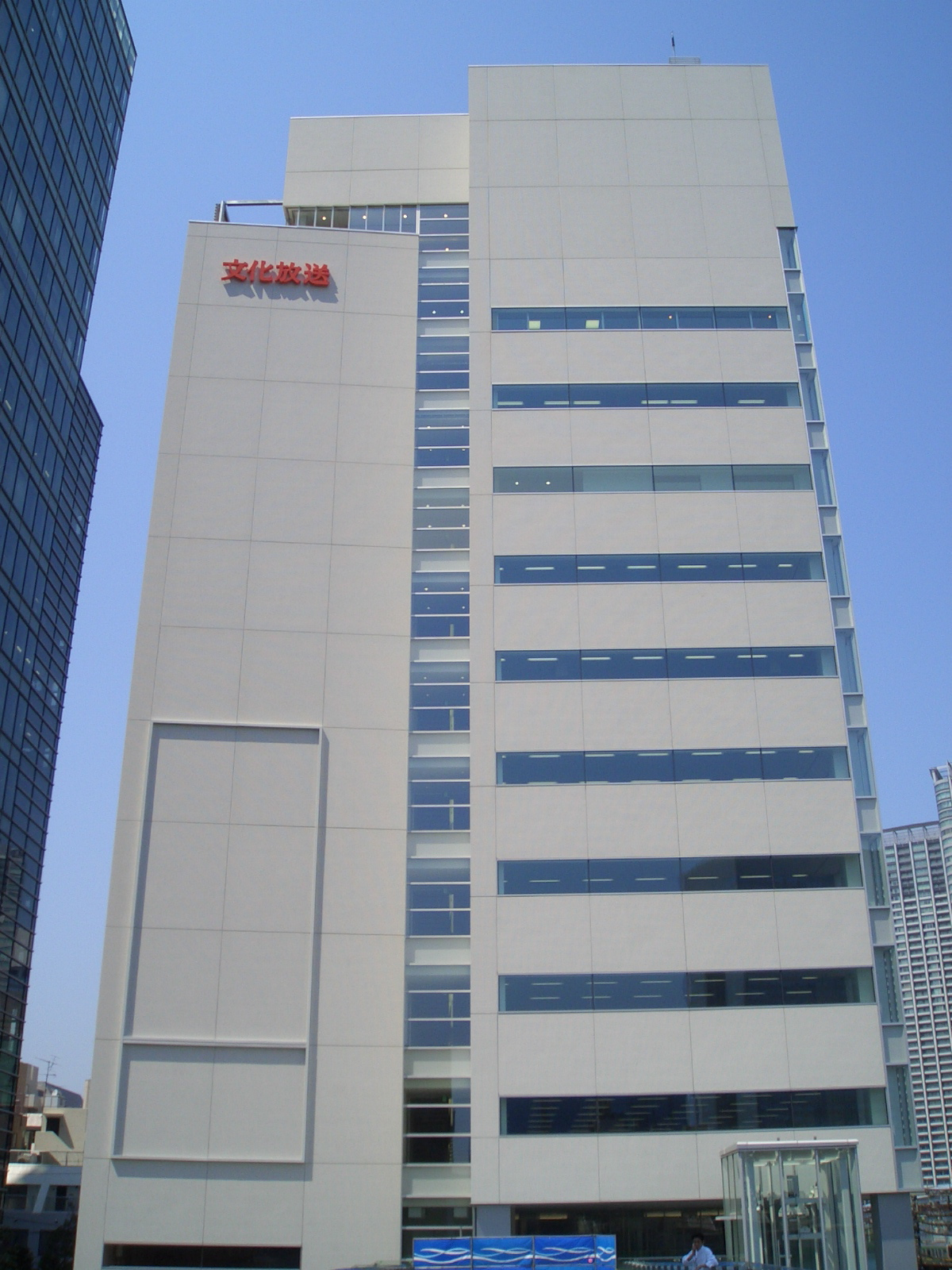
文化放送と一部の関連会社が入る文化放送メディアプラス

文化放送グループ（ぶんかほうそうグループ）は、株式会社文化放送を中心とする企業グループである。

## グループ会社

### 子会社
文化放送とその子会社は、「文化放送グループ」としてフジサンケイグループに名を列ねている。
- 株式会社セントラルミュージック - 音楽出版ならびにラジオ放送番組制作会社。通称・JCM。文化放送メディアプラス7階。
- 株式会社文化放送開発センター 文化放送メディアプラス5階。
  - おもな事業
    - 各種プロメディア販売（番組収録用テープ類・各種データメディア・ケース類等）
    - 全国ふるさとフェア - 2004年開始の物産即売会。横浜赤レンガ倉庫・イベント広場にて11月初旬に開催。
    - 文化放送ショッピング - インターネット通販（1973年より2020年まで「文化放送ラジオショッピング」として営業していたラジオショッピングの草分け的存在）。

  - かつての事業
    - 文化放送の学習教室 - 1975年より2014年まで関東一円で実施していた家庭塾のネットワーク。対象は小学1年生から中学3年生までの国語・算数（数学）・英語（中学）。
    - 全国共通ゆうえんち券 - 2014年まで販売していた全国加盟の遊園地等の遊戯施設で利用可能の商品券。利用期限あり。
    - ミュージカル体験塾・中国健康講座 - 文化放送主催のカルチャーセンター。
    - 文化放送中古車ジャンボフェア - 後楽園球場を借り切り、会場とした中古車展示会。
- 株式会社文化放送メディアブリッジ - ラジオとインターネットを中心としたクロスメディア事業を行っている。文化放送メディアプラス内。
- 株式会社文化放送エクステンド[3] - ラジオから生まれたコンテンツの収益化事業。文化放送メディアプラス内。

### 関連会社・その他出資先
- 株式会社文化放送キャリアパートナーズ - 大学生・看護学生の採用活動支援事業を主な業務としている[4]。文化放送の他、トランス・コスモス株式会社および株式会社読売新聞東京本社が出資。港区海岸、ニューピア竹芝ノースタワー。
  - 文化放送ナースナビ
  - ブンナビ
- 株式会社文化放送iCraft - ミテネインターネットと共同で設立したマルチメディア関連企業。福井県福井市豊島（ミテネ社と同住所）/港区芝 アルモニー芝公園
- 株式会社東京音研放送サービス - 放送技術会社。主な業務として放送番組の送出・調整・中継・録音技術、放送・録音スタジオの管理運用、放送番組の企画・制作・演出、各種コンサートの音響技術、労働者派遣事業など。港区芝大門 大門ビル。
- 株式会社グリーン・ドルフィン - ラジオ番組制作会社。主な業務としてラジオ番組の企画・制作、CMの企画・制作、音声ソフトの制作、ジングルの制作、デジタルコンテンツの制作、広告代理店業務など。世田谷区駒沢。

## フジサンケイグループとの関係
1967年12月、株式会社フジテレビジョン（現：株式会社フジ・メディア・ホールディングス）、株式会社産業経済新聞社、株式会社ニッポン放送、株式会社文化放送の4社が中心となり「フジサンケイグループ」を結成。現在でも文化放送グループはフジサンケイグループに属しているが、長らく形式的なものとなっており、目ん玉マークについても使用していない。
- 文化放送はフジ・メディア・ホールディングス（FMH）株式の3.33%を保有する大株主であるが、FMHの傘下には属していない。2025年6月まで、文化放送はFMHおよびフジテレビに非常勤取締役を1名派遣していた[7]。
- 筆頭株主は、前身の「財団法人 日本文化放送協会」設立母体である「カトリック聖パウロ修道会」である（出資比率30.0%）。
- かつての主要株主である旺文社は、その当時テレビ朝日（朝日新聞グループ）の主要株主でもあったことから、同社とテレビ朝日は一時関係会社になっていた。経緯は次のとおり。
  - 1973年 - フジサンケイグループの実権を完全に掌握した鹿内信隆に対し、文化放送系が反旗を翻した。これに対し鹿内は、同じフジサンケイグループの産経新聞社を通じていったん同社株を買い集める[8]。
  - 1976年 - 産経新聞社は上記の同社株を、当時大株主であった五島昇（東京急行電鉄社長）を通じて、ともに旺文社社長の赤尾好夫に譲渡[9]。
  - 1978年 - テレビ朝日専務取締役の岩本政敏が文化放送社長に就任。

## 脚註
1. ↑  “フジサンケイグループ一覧”. 2011年4月25日閲覧。
2. ↑  文化放送キャリアパートナーズや文化放送iCraftなど他社合弁のその他関連会社は、文化放送グループには含まれるがフジサンケイグループには含まれない。また中央ラジオ・テレビ健康保険組合にも加入していない。
3. ↑  文化放送全額出資企業であるが、フジサンケイグループには含まれず、また中央ラジオ・テレビ健康保険組合にも加入していない。
4. ↑  ブレーンドットコム株式会社、株式会社ディジットブレーン、株式会社メガブレーン、SBIパートナーズ株式会社を経てSBIホールディングス株式会社に吸収合併し消滅した嘗ての株式会社文化放送ブレーンに代わる位置付けである。
5. ↑  2008年10月、株式会社フジテレビジョン（旧法人）が認定放送持株会社に移行し、商号を「株式会社フジ・メディア・ホールディングス」に変更。新設分割によりテレビ放送事業を新設の「株式会社フジテレビジョン」（新法人）に継承。
6. ↑  2006年4月1日、株式会社ニッポン放送（旧法人）は新設分割によりラジオ放送事業を新設の「株式会社ニッポン放送」（新法人）に継承し、同日付で商号を「株式会社ニッポン放送ホールディングス」に変更した。同日付で株式会社フジテレビジョン（現：株式会社フジ・メディア・ホールディングス）が吸収合併した。
7. ↑  TBSテレビ (2025年1月21日). “文化放送社長がフジ・メディア・HDに「臨時取締役会の開催申し入れ」 文化放送は株を約3.33％保有の大株主”. TBS NEWS DIG. 2025年1月22日閲覧。
8. ↑  （菅本進『前田・水野・鹿内とサンケイ』東洋書院1996年）
9. ↑  （『創』1983年12月号 17-21頁　創出版）
10. ↑  株式会社MAGES.の株式の取得（子会社化）に関するお知らせ-株式会社ドワンゴ（2013年10月30日）、2013年11月10日閲覧